# 孙祖德
孫祖德（?—?），字延仲，濰州北海人。宋朝大臣。

## 生平
進士及第，調濠州推官、校勘館閣書籍。當時校勘官不屬於正職，一年後即行離去。改大理寺丞、任榆次知縣。入京为殿中侍御史，迁侍御史。因與御史中丞孔道輔反對廢郭皇后，被罰銅二十斤。又遷天章阁待制。因反對三司判官許申“以药化铁成铜”，祖德指稱：“偽銅，法所禁，而官自為之，是教民欺也。”，出知兖徐蔡州、永兴军。以吏部侍郎退休，“娶富人妻，以规有其财”，又因妻凶悍，最後又花大錢休妻。不久卒。著有《论事》七卷。

## 家族
父孫航，官淮南轉運。
有子孫珪，江东转运使。

## 延伸阅读
[在维基数据编辑]
 《宋史·卷299》，出自脱脱《宋史》